# Kleinothraupis calophrys
El hemispingo de los bambúes o hemispingo de ceja naranja (en Perú) (Kleinothraupis calophrys) es una especie de ave paseriforme de la familia Thraupidae perteneciente al género Kleinothraupis, antes situada en Hemispingus. Es nativa de la región andina del oeste de América del Sur.

## Distribución y hábitat
Se distribuye por los faldeos orientales de los Andes desde el extremo sureste de Perú (sur de Puno) hacia el sur hasta el oeste y centro de Bolivia (La Paz y Cochabamba).
Esta especie es considerada bastante común en sus hábitats naturales: el sotobosque y los bordes de bosques montanos húmedos de altitud, principalmente entre los 2900 y los 3500 m.

## Sistemática

### Descripción original
La especie K. calophrys fue descrita por primera vez por los zoólogos británicos Philip Lutley Sclater y Osbert Salvin en 1876 bajo el nombre científico Chlorospingus calophrys; la localidad tipo es: «Tilotilo, La Paz, Bolivia».

### Etimología
El nombre genérico masculino «Kleinothraupis» conmemora a la ornitóloga Nedra K. Klein (1951–2001), seguido de la palabra griega «θραυπίς thraupis»: pequeño pájaro desconocido mencionado por Aristóteles, tal vez algún tipo de pinzón. En ornitología thraupis significa tangara; y el nombre de la especie «calophrys», se compone de las palabras griegas «kalos»: bonito, hermoso, y «ophrus»: ceja, en referencia a la vistosa lista superciliar de la especie.

### Taxonomía
Las presente especie, junto a Kleinothraupis atropileus, K. parodii y K. reyi estaban incluidas en un amplio género Hemispingus, hasta que en los años 2010, publicaciones de filogenias completas de grandes conjuntos de especies de la familia Thraupidae basadas en muestreos genéticos, permitieron comprobar que formaban un clado fuertemente soportado por los resultados encontrados, separado del género que integraban, por lo que se procedió a caracterizarlo y describirlo formalmente como un nuevo género Kleinothraupis. El nuevo género y la inclusión de las cuatro especies fue aprobado en la Propuesta N° 730.09 al Comité de Clasificación de Sudamérica (SACC).